# Ivo Pannaggi
Ivo Pannaggi (Macerata, 28 augustus 1901 – aldaar, 11 mei 1981) was een Italiaans, architect, kunstschilder, decorontwerper en graficus.

## Levensloop
Pannaggi volgde een opleiding tot architect in Rome en Florence. Eind jaren '10 begon hij te schilderen en zocht daarbij aansluiting bij de futuristen in Rome. Vanaf 1919 was hij actief in een groot aantal beeldende vakken: schilderkunst, architectuur, decorontwerp, enz. Omstreeks 1920 bedacht hij de collagio postale, een aan het dadaïsme verwante collage op briefkaartformaat. Van 1923 tot 1926 hield hij zich ook intensief bezig met grafische- en illustratiekunst, vaak met een constructivistische inslag.

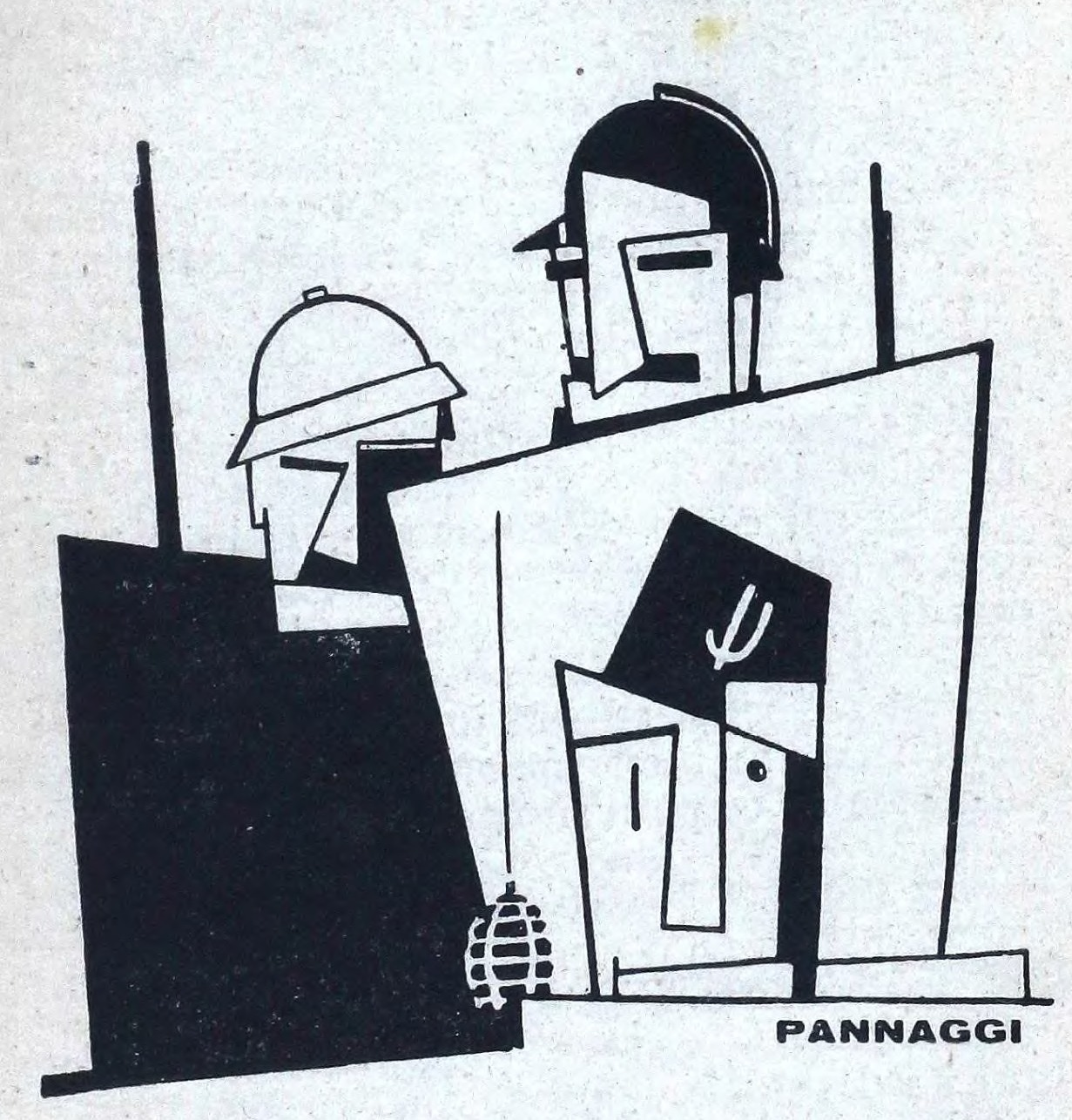
Illustratie door Pannaggi in Marinetti's Scatole d'amore in conserva uit 1927

Pannaggi was met Prampolini, Paladini en De Pistoris een belangrijke vertegenwoordiger van de arte meccanica (mechanische kunst). Deze richting binnen het futurisme en andere avant-gardestromingen uit het interbellum vond dat kunst vrij moest zijn elke esthetische bedoeling, net als een machine.
Op 2 juni 1922 vond in de Circolo delle Cronache d'Attualità (Club van [het tijdschrift] Cronache d'Attualità) van Anton Giulio Bragaglia een opvoering plaats van het Ballo Meccanico Futurista (Mechanisch-Futuristische Dans), bedacht door Pannaggi en Paladini. Deze dans bestond uit een dialoog tussen een mechanische pop door Pannaggi en een menselijke marionet door Paladini, begeleid door een bruïtistische compositie voor twee motorfietsen. Op 20 juni dat jaar publiceerden Pannaggi en Paladini het Manifesto dell'arte meccanica futurista (Manifest van de mechanisch-futuristische kunst) in het tijdschrift La Nuova Lacerba. Dit manifest werd in oktober uitgebreid en mede-ondertekend door Enrico Prampolini en begin 1923 gepubliceerd in het tijdschrift Noi.

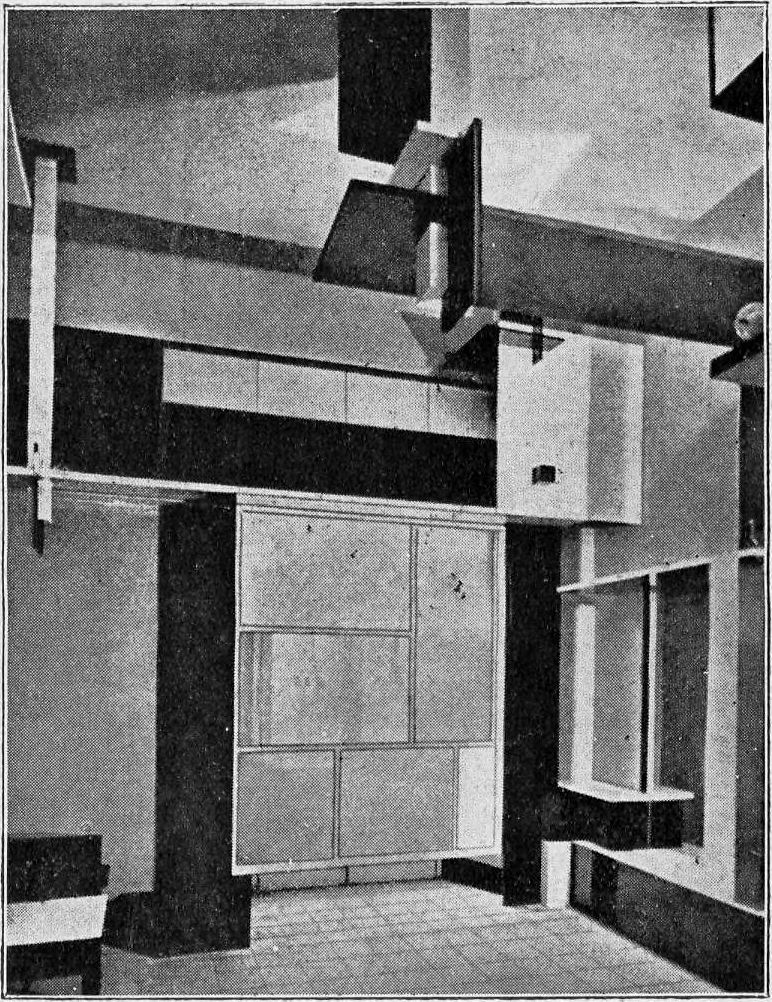
Voorkamer in de Casa Zampini. 1925-1926.

Als binnenhuisarchitect ontwierp Pannaggi in 1925-1926 vier kamers in de Casa Zampini in Esanatoglia in een stijl, die nauw verwant is aan de PROUN-constructies van de Russische constructivist El Lissitzky. Als decorontwerper werkte hij voor het Teatro degli Indipendenti van Bragaglia. In 1925 ontwierp hij de decors van Pierrot fumiste van Jules Laforgue en het decor van een akte uit I prigionieri di Baia van Filippo Marinetti. Verder ontwierp hij in 1926-1927 de mechanische kostuums voor L'Angoscia delle macchine (Angst voor de machine) van Ruggero Vasari en een decorontwerp voor Raun, ook van Ruggero Vasari. Een opvallende vinding van Pannaggi in de theatervormgeving was de toepassing van de toverlantaarn, waarmee hij gigantisch grote schaduwen projecteerde op het podium.
Vanaf eind jaren '20 verbleef hij in Duitsland, waar hij veel interesse toonde voor de diverse architectuurvernieuwingen in dat land: van de expressionistische architectuur van Erich Mendelsohn tot het "rationalisme" van het Bauhaus. Hij schreef hierover in tal van Italiaanse tijdschriften en kranten, zoals La Casa Bella, Domus, Quadrante, L'architettura italiana, Ottobre, L'Impero, L'Ambrosiano, enz. Begin jaren '30 knoopte hij relaties aan met de Société Anonyme van Katherine Dreier in New York.